# Гострі лейкози
Гострі лейкози (також гострі лейкемії) — група захворювань, які швидко прогресують та характеризуються проліферацією найбільш молодих, недиференційованих стовбурових клітин червоного кісткового мозку, які втратили здатність до визрівання (диференціації).

## Класифікація
Згідно з Міжнародним класифікатором хвороб 10-го перегляду (МКХ-10) виділяють наступні форми гострого лейкозу:
- лімфобластний С91.0
- мієлобластний С92.0
- промієлоцитарний С92.4
- мієломоноцитарний С92.5
- мієлоїдний з 11q23-аномалією С92.6
- мієлоїдний з мультилінійною дисплазією С92.8
- моноцитарний С93.0
- еритроїдний С94.0
- мегакаріобластичний С94.2
- невияснений С95.0

## Клінічні прояви
Захворювання перебігають з високою гарячкою, слабкістю, розвитком тяжких проявів геморагічного діатезу. Приєднуються різноманітні інфекційні ускладнення, некротична ангіна (при гострому лімфобластному лейкозі). Хворий відчуває біль у кінцівках; болісне постукування по груднині.

## Діагностика
У крові збільшується число лейкоцитів, особливо різко — кількість молодих незрілих форм (яких в нормі немає у периферійній крові), так званих бластних клітин. При цьому в мазку крові є також невелика кількість зрілих форм, а проміжні форми зазвичай відсутні. При сумнівних результатах досліджень периферійної крові проводять мікроскопію кісткового мозку, у якому виявляється збільшення кількості бластних клітин.

## Диференційна діагностика
Диференційний діагноз лейкозу перш за все проводять з лейкемоїдною реакцією, яка виникає у відповідь на такі захворювання, як сепсис, тяжкі форми туберкульозу, коклюш, пухлини тощо. У цих випадках у периферійній крові виявляють гіперлейкоцитоз, але у лейкограмі переважають зрілі клітини та лише зрідка з'являються поодинокі мієлоцити, не буває «лейкемічного зяяння». У пунктаті червоного кісткового мозку немає вираженого омолодження клітин. Зміни зникають в міру одужання від основного захворювання.
У диференційній діагностиці гострого лейкозу та агранулоцитозу, гіпопластичної анемії, тромбоцитопенічної пурпури, захворювань сполучної тканини (колагенози), інфекційного мононуклеозу головними критеріями повинні бути результати цитологічного дослідження червоного кісткового мозку.

## Лікування
Застосовують цитостатики (вінкристин, 6-меркаптопурин, метотрексат, великі дози преднізолону (60-100 мг)), глюкокортикостероїди, променеву терапію, трансплантацію гемопоетичних стовбурових клітин, імунотерапію.
Чотири основні напрямки терапії:
- Специфічна хімієтерапія, спрямована на досягнення та закріплення ремісії захворювання. Складається з декількох етапів, різних для лімфобластного та мієлобластного лейкозів.
- Супровідна підтримувальна терапія, яка проводиться для зниження інтоксикації при лізисі пухлинного субстрату та зменшення побічних токсичних ефектів хімієпрепаратів.
- Замісна терапія, необхідна при загрозі тромбоцитопенії та тяжкій анемії.
- Трансплантація червоного кісткового мозку та стовбурових кровотворних клітин.